# إريك شومان
إريك شومان (بالألمانية: Erich Schumann)‏ (و. 1898 – 1985 م) هو فيزيائي، وملحن، وأستاذ جامعي من ألمانيا . ولد في بوتسدام .
وكان عضواً في الحزب النازي .
توفي في هومبرغ (إفتسه) ، عن عمر يناهز 87 عاماً.

## التعليم
تعلم في معهد برلين للتكنولوجيا

## مناصب وهيئات
أدار جامعة هومبولت في برلين.